# Nanostrangalia comis
Nanostrangalia comis là một loài bọ cánh cứng trong họ Cerambycidae.